# 미야기현 제5구
미야기현 제5구(일본어: 宮城県第5区)는 일본의 중의원 선거구이다. 1994년 공직선거법이 개정되면서 신설되었다.

## 지역
- 이시노마키시
- 히가시마쓰시마시
- 오사키시 (옛 산본기 정·마츠야마 정·가시마다이 정· 다지리정 일대)
- 미야기군 마쓰시마정
- 구로카와군 오사토정
- 도다군
- 오시카군
- 모토요시군

2013년 선거구 개편으로 오사키시의 옛 가시마다이 정, 마츠야마 정, 산본기 정 일대가 미야기현 제4구에서 제5구로 넘어왔다. 또한 2017년 선거구 개편으로 미야기군 마쓰시마정과 구로카와군 오사토정이 미야기현 제4구에서, 모토요시군 미나미산리쿠정이 미야기현 제6구에서 넘어왔다.

## 역대 국회의원
| 선거          | 선거          | 의원      | 정당       |
| ------------- | ------------- | --------- | ---------- |
|               | 1996년 제41회 | 아즈미 준 | 민주당     |
|               | 2000년 제42회 | 아즈미 준 | 민주당     |
| 2003년 제43회 |               | 아즈미 준 | 민주당     |
| 2005년 제44회 |               | 아즈미 준 | 민주당     |
| 2009년 제45회 |               | 아즈미 준 | 민주당     |
| 2012년 제46회 |               | 아즈미 준 | 민주당     |
| 2014년 제47회 |               | 아즈미 준 | 민주당     |
|               | 2017년 제48회 | 아즈미 준 | 무소속     |
|               | 2021년 제49회 | 아즈미 준 | 입헌민주당 |